# Aconogonon zakirovii
Aconogonon zakirovii är en slideväxtart som först beskrevs av Czevr., och fick sitt nu gällande namn av N.N. Tzvelev. Aconogonon zakirovii ingår i släktet sliden, och familjen slideväxter. Inga underarter finns listade i Catalogue of Life.